# Ausrüstungsschichten
Die Ausrüstungsschichten (lines of gear) sind ein Modell der Infanterieausrüstung als Gefechtsausrüstung, um militärische persönliche Ausrüstung wirkungsvoll einzusetzen und Reserveausrüstung auch nach Verlust von Erstausrüstung verfügbar zu haben. Das Schema ist seit einigen Jahren bei Streit- und Sicherheitskräften bewährt und hat sich durchgesetzt. Das Konzept sieht drei Ausrüstungsschichten vor. Militärische Bekleidung wird ebenso wie beim Trekking nach Klimazonen unterschieden und im Zwiebelschalenprinzip getragen.

## Mannausrüstung
Die allgemeine Ausrüstung des Soldaten lässt sich unterscheiden in:
- Handfeuerwaffen mit dazugehöriger Munition in Magazinen und Kampfmittel wie Handgranaten, Nebelwurfkörper und Bodenleuchtkörper
- Ausrüstung Selbst- und Kameradenhilfe
- Gefechts-, Führungs- und Orientierungsausrüstung u. a. Marschkompass, taktische Karte, DF, Kartenwinkelmesser/Planzeiger
- Feld- und Biwakausrüstung mit Kochgeschirr, Notkocher, Essbesteck, Feldflasche/Wassersack sowie Notverpflegung,

und wird bei der Bundeswehr in der Bekleidung, im Koppeltragegestell (Chest Rig) mit verschiedenen Taschen sowie im Gefechtsrucksack verpackt.

## Erste Ausrüstungsschicht
Die überlebenswichtige Ausrüstung bildet die erste Ausrüstungsschicht. Die Gegenstände dieser first line of gear werden in den Taschen der Felduniform mitgeführt – Taschenmesser, Verbandszeug, Rettungsdecke und Tourniquet für die Selbst- und Kameradenhilfe, Ausweispapiere, Führungsunterlagen, Geldbeutel, Handschuhe, Notverpflegung u. a. Heute meist am oder im Koppeltragegestell, da diese unter einer Schutzweste sonst nicht mehr zu benutzen ist oder bei Körpertreffern zusätzliche Verletzungen verursacht.

## Zweite Ausrüstungsschicht
Die Kampfausstattung bildet die Zweite Ausrüstungsschicht. Hierzu zählen das Koppeltragegestell (Trageausstattung) oder auch Gefechtsgurt, wahlweise auch Brusttragesatz (Chest Rig), Kampfmittelweste oder Plattenträger mit Magazin- und Zubehörtaschen. Zu dieser „second line of gear“ zählen Munition und Kampfmittel, Funkgerät, GPS-Empfänger, Wasser sowie erweiterte Erste-Hilfe-Ausstattung (Individual First Aid Kit (IFAK)). Nach dem Grundsatz „ein Tourniquet ist keines“ sollte zudem ein zweites möglichst zentral an der Trageausstattung mitgeführt werden.
Heute wird dafür auch ein kleiner Rucksack (Break-Away-Pack) zusätzlich zum großen Rucksack eingesetzt und enthält die Ausrüstung zum Überleben und Durchschlagen mit kombinierter Wind- und Nässeschutzbekleidung, Wärmebekleidung mit Unterwäsche lang und einem Paar Socken, den Wassersack und Reserveverpflegung sowie Kochgeschirr und Notkocher. Dazu zusätzliche Munition, Kampfmittel und Batterien, eine Zeltbahn (auch als Verwundetenbergetuch) und der Biwaksack.

## Dritte Ausrüstungsschicht
Die Dritte Ausrüstungsschicht umfasst im großen Rucksack Ausrüstung für das Leben im Felde. Es besteht aus Biwaksack und Zelt, lange Unterwäsche mit einem Paar Socken bzw. Wechselwäsche, Nässe- und Kälteschutzbekleidung, Wärmeunterjacke, Kochgeschirr mit Esbit-Kocher und Feldbesteck und Verpflegung, soweit nicht bereits in der zweiten Ausrüstungsschicht enthalten, und Schuhpflegemittel und Waschzeug klein mit Handtuch. Die third line of gear wird despektierlich auch als Luxus bezeichnet.

## Weitere Ausstattung
Bewaffnung und ballistische Schutzausrüstung fallen nicht in das Modell der Ausrüstungsschichten. Haupt- und Zweitwaffe (Pistole) gehören nach verbreiteter Auffassung zur ersten Schicht. Dennoch kann es zweckmäßig sein, die Kurzwaffe lageabhängig an der Trageausstattung zu führen – beispielsweise im aufgesessenen Einsatz vor der Brust. Die ballistische Schutzausstattung wird unter den Ausrüstungsschichten getragen.

## Persönliche Gefechtsausrüstung Bundeswehr
Die Bundeswehr unterscheidet Ausrüstung nach der befohlenen Trageweise in die, die in der Bekleidung zu tragen ist wie die Ausrüstung persönliche Selbst- und Kameradenhilfe (linke Beintasche), Kleinteilausrüstung in den Hosen- und Gesäßtaschen wie das Kopfnetz oder das Taschentuch, das auch für die Grobfilterung von Wasser aus Naturwasserquellen dient. Die Ausrüstung die am und im Koppeltragegestell oder Kampfmitteltrageweste sowie die Feld- und Biwakausrüstung, die im Kampfrucksack verpackt wird – alles übrige mit Zeltbahn, Schlafsack, Falt-Isomatte, Kochgeschirr und Esbitkocher, Feld- und Notverpflegung u. a.
Zukünftig sollen alle Ausrüstungstaschen an der Schutzweste getragen werden. Als Ausrüstungstaschen am Koppeltragegestell oder an der Schutzweste werden vom Soldaten Taschen für (meist zwei) Handgranaten DM51, einem Nebelwurfkörper/-topf, Signalrauchkörper orange (ohne Ausrüstungstasche), (meist 2×2 bis 3×2) Magazinen in Magazintaschen Langwaffe, Magazintaschen Pistole und zweitem Magazin, Messer, Taschenmesser/Multi-tool, Taschenlampe, Abwurfsack für leere Magazine, persönliche Sanitätsausstattung (meist Wasserflaschentasche), Mehrzwecktasche (auch für Führungs- und Orientierungsausrüstung), (Kompaßtasche), ABC-Maskentasche (oder auf dem Rucksack) und Tasche Kleinfunkgerät/SEM u. a. getragen.

## Ausrüstungsaufteilung andere Armeen

### IDF
Das Heer der Israelischen Verteidigungsstreitkräfte unterteilt seine Ausrüstung nur in die Bekleidung mit Kleinteilen und die Handwaffen sowie die übrige Gefechts-, Feld- und Biwakausrüstung in einem Gefechtsrucksack, an dem auch die gesamte übrige Ausrüstung in Taschen verpackt ist. Vorteil dieser Aufteilung ist, dass die gesamte Gefechtsausrüstung mit der Feld- und Biwakausrüstung in einem ab- und wieder angelegt, und diese vollständig mit einem Griff aufgenommen werden kann. Kleinteilausrüstung in der Bekleidung insbesondere unter der Schutzweste ist nicht zugänglich und kann bei einem Geschosstreffer Verletzungen verursachen.